# Municipio de Risley
El municipio de Risley (en inglés: Risley Township) es un municipio ubicado en el condado de Marion en el estado estadounidense de Kansas. En el año 2010 tenía una población de 207 habitantes y una densidad poblacional de 2,33 personas por km².

## Geografía
El municipio de Risley se encuentra ubicado en las coordenadas 38°23′38″N 97°12′24″O / 38.39389, -97.20667. Según la Oficina del Censo de los Estados Unidos, el municipio tiene una superficie total de 88.7 km², de la cual 87,96 km² corresponden a tierra firme y (0,83 %) 0,74 km² es agua.

## Demografía
Según el censo de 2010, había 207 personas residiendo en el municipio de Risley. La densidad de población era de 2,33 hab./km². De los 207 habitantes, el municipio de Risley estaba compuesto por el 97,58 % blancos, el 0,48 % eran afroamericanos, el 1,93 % eran de otras razas. Del total de la población el 2,42 % eran hispanos o latinos de cualquier raza.